# Moto Guzzi 125 cc prototype
Het Moto Guzzi 125 cc prototype was een prototype voor een lichte motorfiets dat tijdens de Tweede Wereldoorlog werd ontwikkeld, maar nooit in productie kwam.
Tijdens de oorlog werd in Italië een wet aangenomen die het mogelijk maakte motorfietsen tot 125 cc zonder kenteken te gebruiken. Bovendien was er behoefte aan zuinige vervoermiddelen, want alle voertuigen, zelfs vrachtauto's en tanks, reden indertijd op benzine en die was dan ook schaars. Daarom begon men bij Moto Guzzi te werken aan twee prototypen: een clip-on motor, de Colibrì, die achter op een fiets gemonteerd kon worden, en een licht motorfietsje.

## 125 cc prototype
Het 125cc-model was een vlot ogend motorfietsje dat eigenlijk de bekende lijnen van de zwaardere Guzzi-eencilinders volgde, maar wel eenvoudiger en vooral goedkoper was geconstrueerd. Het rijwielgedeelte bestond uit een dubbel wiegframe, dat voornamelijk uit plaatstaal was opgetrokken en zelfs de parallellogramvork was van plaatstaal, evenals de swingarm achter. Het machientje kreeg wél achtervering, maar niet meer het bekende Moto Guzzi-systeem met schroefveren in een koker onder het motorblok. Bij het prototype was een cantilever systeem gebruikt, waarbij twee schroefveren boven de swingarmas zaten. Vóór en achter waren simplexremmen toegepast. De motor was (voor Guzzi-begrippen althans) zijn tijd vooruit: de tuimelaars en klepveren waren ingesloten, en dat gebeurde bij de andere modellen pas in 1948. Omdat de kleppen onder een vrij grote hoek stonden, splitste de cilinderkop zich in een V-vorm. Ook de beide stoterstangen vormden een "V". Verder was de motor gebouwd zoals men dat bij Moto Guzzi gewend was: een liggende eencilinder met een dry-sump smeersysteem. Hij had drie versnellingen en een kettingaandrijving naar het achterwiel. Hoewel het prototype helemaal klaar was, kwam de machine nooit in productie. Dat lag waarschijnlijk aan de prijs en de vraag van de klanten. Na de oorlog moest het nóg goedkoper, en bovendien schoten de bedrijven die hulpmotoren en "moto leggere" (lichte motorfietsen) maakten als paddenstoelen uit de grond. Moto Guzzi bracht in 1946 een nog lichter motorfietsje uit: de Motoleggera 65.